# C'est dur d'être un homme : Rêve éveillé
Série C'est dur d'être un homme
C'est dur d'être un homme : Mon cher quartier
(1972) C'est dur d'être un homme : Élégie du vagabondage
(1973)
Pour plus de détails, voir Fiche technique et Distribution.
C'est dur d'être un homme : Rêve éveillé (男はつらいよ 寅次郎夢枕, Otoko wa tsurai yo: Torajirō yumemakura) est un film japonais réalisé par Yōji Yamada et sorti en 1972. C'est le 10e film de la série C'est dur d'être un homme.

## Fiche technique
- Titre : C'est dur d'être un homme : Rêve éveillé[1]
- Titre original : 男はつらいよ 寅次郎夢枕 (Otoko wa tsurai yo: Torajirō yumemakura?)
- Titres anglais : Tora-san's Dream-Come-True[2]
- Réalisation : Yōji Yamada
- Scénario : Yōji Yamada et Yoshitaka Asama
- Photographie : Tetsuo Takaha (ja)
- Montage : Iwao Ishii (ja)
- Musique : Naozumi Yamamoto
- Décors : Kiminobu Satō
- Producteur : Kiyoshi Shimazu
- Sociétés de production : Shōchiku
- Pays de production :  Japon
- Langue originale : japonais
- Format : couleur — 2,35:1 — 35 mm — son mono
- Genres : comédie dramatique ; romance
- Durée : 95 minutes[3] (métrage : huit bobines - 2 695 m[3])
- Dates de sortie :
  - Japon : 29 décembre 1972[3]
  - États-Unis : mai 1973[2]

## Distribution
- Kiyoshi Atsumi : Torajirō Kuruma / Tora-san
- Chieko Baishō : Sakura Suwa, sa demi-sœur
- Tatsuo Matsumura : Ryūzō Kuruma, son oncle
- Chieko Misaki (ja) : Tsune Kuruma, sa tante
- Gin Maeda (en) : Hiroshi Suwa, le mari de Sakura
- Hayato Nakamura : Mitsuo Suwa, le fils de Sakura et de Hiroshi
- Kaoru Yachigusa : Chiyo
- Masakane Yonekura (en) : le professeur Okakura
- Yoshio Yoshida (ja) : le boss Chojuro dans le rêve de Tora-san
- Kinuyo Tanaka : la dame de bonne famille
- Masao Shimizu : le professeur Yunaka
- Taisaku Akino (ja) : Noboru
- Gajirō Satō (ja) : Genko
- Hisao Dazai (ja) : Umetarō Katsura, le voisin imprimeur
- Chishū Ryū : Gozen-sama, le grand prêtre

## Récompense
- 1974 : Yōji Yamada obtient le prix du film Mainichi du meilleur réalisateur pour les films C'est dur d'être un homme : Rêve éveillé et C'est dur d'être un homme : Élégie du vagabondage[4]